# Адолфо Мелендес
Адолфо Мелендес (на испански: Adolfo Meléndez) е президент на Реал Мадрид в периода от 1908 до 1916 и отново в периода от 1936 до 1940 г.
| Предшественик | Адолфо Мелендес | Наследник       |
| ------------- | --------------- | --------------- |
| Карлос Падрос | 1908 – 1916     | Педро Парагес   |
| Рафаел Гуера  | 1936 – 1940     | Антонио Пералба |